# Toshiaki Nishioka
Toshiaki Nishioka (西岡 利晃, Nishioka Toshiaki) est un boxeur japonais né le 25 juillet 1976 à Kakogawa.

## Carrière
Après quatre échecs contre Veeraphol Sahaprom (deux défaites et deux matchs nuls) pour le titre WBC des poids coqs, il devient champion du monde des super-coqs de cette fédération le 3 janvier 2009 en battant par arrêt de l'arbitre à la 12e reprise Genaro Garcia. Il succède ainsi à Israel Vázquez qui a dû renoncer à ce titre pour se faire opérer à la suite d'un décollement de la rétine.
Nishioka conserve sa ceinture le 23 mai 2009 en stoppant au 3e round à Monterrey le mexicain Jhonny Gonzalez, et le 10 octobre également au 3e round contre Ivan Hernandez. Le 30 avril 2010, il bat à la 5e reprise Balweg Bangoyan; le 24 octobre Rendall Munroe aux points et le 8 avril 2011 Mauricio Javier Munoz par KO au 9e round. Il poursuit sa série de victoires en remportant un succès de prestige aux points face à Rafael Márquez le 1er octobre 2011 puis laisse son titre vacant en mars 2012.
Nishioka est en revanche battu au 9e round par Nonito Donaire, champion IBF & WBO de la catégorie, le 13 octobre 2012.